# سیارک ۲۳۰۶۶
سیارک ۲۳۰۶۶ (به انگلیسی: 23066 Yihedong، نامگذاری:1999XN54) بیست و سه هزار و شصت و ششمین سیارک کشف شده‌است که در ۷ دسامبر ۱۹۹۹ کشف شد.
قدر مطلق سیارک برابر ۱۳.۵ است.